# 盧任達河
盧任達河（葡萄牙語：Rio Lugenda）是莫桑比克北部的河流，從阿馬蘭巴湖和丘塔湖發源，河道全長300公里，是魯伏馬河最大的支流，流經莫桑比克和坦桑尼亞接壤的邊界，最終注入印度洋，河谷海拔高度240米，河岸的礦物資源豐富，包括石英和花崗岩。